# モザンビークの空港の一覧
モザンビークの空港の一覧を示す。

## 空港
| 都市                       | ICAO | IATA | 空港名                                  | 地理座標                                                          |
| -------------------------- | ---- | ---- | --------------------------------------- | ----------------------------------------------------------------- |
| アンゴシェ                 | FQAG | ANO  | アンゴシェ空港                          | 南緯16度10分55秒 東経39度56分41秒 / 南緯16.18194度 東経39.94472度 |
| バザルト島                 |      | BZB  | バザルト・アイランド空港                | 南緯21度32分34秒 東経35度28分22秒 / 南緯21.54278度 東経35.47278度 |
| ベイラ                     | FQBR | BEW  | ベイラ空港                              | 南緯19度47分47秒 東経34度54分27秒 / 南緯19.79639度 東経34.90750度 |
| ベンゲラ島                 |      | BCW  | ベンゲラ・アイランド空港                | 南緯21度51分11秒 東経35度26分18秒 / 南緯21.85306度 東経35.43833度 |
| ビレーネ                   | FQBI |      | ビレーネ空港                            | 南緯25度15分58秒 東経33度14分19秒 / 南緯25.26611度 東経33.23861度 |
| シモイオ                   | FQCH | VPY  | シモイオ空港                            | 南緯19度09分04秒 東経33度25分44秒 / 南緯19.15111度 東経33.42889度 |
| クアンバ                   | FQCB | FXO  | クアンバ空港                            | 南緯14度49分02秒 東経36度31分54秒 / 南緯14.81722度 東経36.53167度 |
| インハカ                   | FQIA |      | インハカ空港                            | 南緯25度59分52秒 東経32度55分45秒 / 南緯25.99778度 東経32.92917度 |
| バザルト島                 |      | IBL  | インディゴ・ベイ・ロッジ空港            | 南緯21度42分26秒 東経35度27分08秒 / 南緯21.70722度 東経35.45222度 |
| イニャンバネ市             | FQIN | INH  | イニャンバネ空港                        | 南緯23度52分35秒 東経35度24分30秒 / 南緯23.87639度 東経35.40833度 |
| リシンガ                   | FQLC | VXC  | リシンガ空港                            | 南緯13度16分26秒 東経35度15分58秒 / 南緯13.27389度 東経35.26611度 |
| ルンボ                     | FQLU | LFB  | ルンボ空港                              | 南緯15度01分59秒 東経40度40分18秒 / 南緯15.03306度 東経40.67167度 |
| マプト                     | FQMA | MPM  | マプト国際空港                          | 南緯25度55分15秒 東経32度34分21秒 / 南緯25.92083度 東経32.57250度 |
| マルパ (Marrupa)           | FQMR |      | マルパ空港                              | 南緯13度13分30秒 東経37度33分07秒 / 南緯13.22500度 東経37.55194度 |
| モスィンボア・ダ・プライア | FQMP | MZB  | モスィンボア・ダ・プライア空港          | 南緯11度21分42秒 東経40度21分17秒 / 南緯11.36167度 東経40.35472度 |
| ムエダ                     | FQMD | MUD  | ムエダ空港                              | 南緯11度40分22秒 東経39度33分47秒 / 南緯11.67278度 東経39.56306度 |
| ナカラ                     | FQNC | MNC  | ナカラ空港                              | 南緯14度29分17秒 東経40度42分44秒 / 南緯14.48806度 東経40.71222度 |
| ナンプラ                   | FQNP | APL  | ナンプラ空港                            | 南緯15度06分20秒 東経39度16分54秒 / 南緯15.10556度 東経39.28167度 |
| ペンバ / ポルト・アメリア  | FQPB | POL  | ペンバ空港                              | 南緯12度59分12秒 東経40度31分20秒 / 南緯12.98667度 東経40.52222度 |
| ポンタ・ドウロ             | FQPO | PDD  | ポンタ・ドウロ空港                      | 南緯26度49分36秒 東経32度50分18秒 / 南緯26.82667度 東経32.83833度 |
| ケリマネ                   | FQQL | UEL  | ケリマネ空港                            | 南緯17度51分19秒 東経36度52分08秒 / 南緯17.85528度 東経36.86889度 |
| ソンゴ (Songo)             | FQSG |      | ソンゴ空港                              | 南緯15度36分09秒 東経32度46分23秒 / 南緯15.60250度 東経32.77306度 |
| テテ                       | FQTT | TET  | シンゴジ空港                            | 南緯16度06分17秒 東経33度38分24秒 / 南緯16.10472度 東経33.64000度 |
| ウロングウェ               | FQUG |      | ウロングウェ空港                        | 南緯14度42分16秒 東経34度21分08秒 / 南緯14.70444度 東経34.35222度 |
| ヴィランクーロ             | FQVL | VNX  | ヴィランクーロ空港 (Vilanculos Airport) | 南緯22度01分06秒 東経35度18分47秒 / 南緯22.01833度 東経35.31306度 |